# سولدانو
سولدانو (به ایتالیایی: Soldano) یک کومونه در ایتالیا است که در استان ایمپریا واقع شده‌است.

## خصوصیات
سولدانو ۳٫۵۸ کیلومترمربع مساحت و ۸۷۹ نفر جمعیت دارد و ۸۰ متر بالاتر از سطح دریا واقع شده‌است.